# 顕本法華宗
顕本法華宗（けんぽんほっけしゅう）は、日蓮を宗祖とし、日什を開祖とする宗派である。

## 概要
天台宗の比叡山延暦寺において三千の学頭と称された玄妙（日什）が、故郷の会津にて『開目抄』・『如説修行抄』の両書に触れたことをきっかけに、日蓮教学を学ぶことを志し、真間弘法寺や中山法華経寺において教学を学んだ。しかし、当時の門流分裂の状況を嘆き、独自に朝廷や幕府への奏聞活動の開始。その後、妙満寺を総本山とし、「経巻相承・直受法水」（『法華経』と日蓮の書物から直接教えを相承するの意）を主張し、どの門流にも属さない独立した宗派を設立した。
明治維新後、教団の近代化が図られた際には日蓮宗妙満寺派と自称し、その後、後の管長となる本多日生・宗務総監によって現在の顕本法華宗の名に改められる。
1941年（昭和16年）三派合同によって本門宗とともに日蓮宗へ発展的に解消。
戦後、妙満寺の伝統を守るために独立を主張する派と、日蓮宗に残留して内部改革をすべきと主張する派に分かれ、前者は当時の管長・中川日史らが独立し現在の顕本法華宗となり、後者は日蓮宗に残り日蓮宗什師会となった。

### 基礎データ
宗祖：日蓮
開祖：日什
総本山：妙満寺

## 教義
釈尊を本仏とし、宗祖・日蓮大聖人の表した十界互具の曼荼羅を本尊とする。
法華経については、一致・勝劣でいえば、勝劣派の立場であるが、「従浅至深・一部修行」の立場をとり、中道的な立場でもある。
また『経巻相承・直授日蓮（法華経・御書から直接教えを乞う）』という日什以来の理念を受け継いでいる。
過去に土着化した信仰と結びついて薬師如来や大黒天、鬼子母神を本尊に祀っていた反省から、明治時代に管長になり、以後近代の日蓮仏教史に名を馳せた本多日生によって釈尊中心のあるべき本来の信仰体系を確立した。日蓮宗などでは現在も上記のような本尊の雑乱が起こっているとして、そうした寺院への批判的な立場を維持している。

## 歴史
- 1314年（正和3年）4月28日、開祖日什が会津若松滝沢に生まれる。
- 1332年（元徳4年元弘2年正慶元年）、日什が比叡山にのぼり、慈遍の弟子となり「玄妙」と称す。
- 1351年（観応2年）、玄妙が比叡山の学頭となる。
- 1371年（応安4年）、玄妙、会津に帰り東光寺を管す。
- 1377年（永和3年）、玄妙、再び比叡山へのぼり、慈遍に謁す。
- 1379年（永和5年天授5年康暦元年）、玄妙が日蓮の『開目抄』『如説修行抄』を感得し、拝読、改宗して名を「日什」と改める。
- 1380年（康暦2年天授6年）3月23日、日什が下総国真間の弘法寺へ行き、御書を学ぶために帰伏。
- 1381年（康暦3年天授7年）1月、日什の弟子である日義が、千葉氏の祈祷所の導師を詰問する。
- 同年2月、彼岸に日什が千葉氏の館に逗留し、17日間の説法を行い、千葉氏も改宗の志を起こしかけるが、他宗がこれを妨害する。
- 同年4月、日什が上洛、室町六条坊門の天王寺屋通妙の屋敷に滞在し、綾小路大宮の妙顕寺を訪ねる。
- 同年6月23日、日什が関白二条某・鷹司某ら公家に奏聞を行う。
- 同年6月29日、日什が足利義満に庭中直訴。
- 同年7月6日、洛中弘通の綸旨を賜い、二位僧都に任ぜられる。
- 同年7月7日、日什が京都を立ち東下、途次に身延の貫主日叡に対面する。
- 同年7月27日、日什、真間弘法寺に到着。
- 同年8月17日、妙顕寺日霽が日什に手紙を送る。
- 同年12月、日什の弟子日穆が『日什奏聞記』を著す。
- 1382年（永徳2年弘和2年）、日什、鎌倉へ行き、鎌倉公方足利氏満へ諌暁。
- 同年12月、日什が鎌倉埋橋に本興寺を創建。
- 同年、日什が再度上洛し2度目の公家奏聞。
- 1389年（嘉慶3年）日什は妙満寺を建立する。
- 1579年（天正7年）5月27日、織田信長の命により安土城において、安土問答（安土法難）が行われ、普伝日門と大脇伝内が処刑される。
- 1608年（慶長13年）徳川家康は妙満寺・日経と浄土宗の廓山を江戸城にて宗論（慶長宗論）させ、日経は耳と鼻を削がれ酷刑となる。
- 1660年（万治３年）12月22日、日尚・日逞らが流罪となる万治法難が起こる。
- 1872年（明治5年）一宗一管長制により、日什門流は日蓮門下の諸門流と連合する。
- 1874年（明治7年）日什門流は勝劣派に属する。
- 1876年（明治9年）管長設置により、日什門流は妙満寺派と公称し、勝劣派は解体する。
- 1898年（明治31年）妙満寺派は顕本法華宗と公称する。
- 1941年（昭和16年）宗教団体法により、顕本法華宗と本門宗と日蓮宗が「三派合同」し、日蓮宗と公称する。顕本法華宗からは、京都妙満寺が大本山に、会津妙法寺、会津妙国寺、品川妙国寺、品川本光寺、飯田本興寺、見付玄妙寺、吉美妙立寺、京都寂光寺が本山に列せられる。

1944年　井村日咸、合同日蓮宗の管長に就任。
1946年　井村日咸、合同日蓮宗管長辞職。
- 1947年（昭和22年）妙満寺が日蓮宗から離脱し、単立となる。
- 1950年（昭和25年）日什門流の約380ヶ寺のうち、妙満寺をはじめとする約200ヶ寺が顕本法華宗と公称する。約180ヶ寺は日蓮宗に残留して日蓮宗什師会を組織、当初は、教義や儀式の面などで日什門流としての独自性を維持していたが、現在は、ほぼ身延に同化している。

## 主な寺院
顕本法華宗
- 総本山
  - 妙塔山妙満寺（京都市左京区）
- 別格山
  - 妙泉山寂光寺（京都市左京区）
  - 宝塔山妙法寺（福島県会津若松市）
  - 鳳凰山天妙国寺（東京都品川区）
- 上総十ヶ寺（顕本法華宗の寺院のみ）
  - 宝珠山善勝寺（千葉市緑区）
  - 如意宝珠山本壽寺（千葉市緑区）
  - 成就山蓮福寺（茂原市）
  - 常在山妙徳寺（東金市）
  - 松岸山本松寺（東金市）
- 由緒寺院
  - 同夢山願成就寺（東金市）

## 管長
- 顕本法華宗管長は総本山妙満寺308世奥村日拝管長。